# Marisa Monte
Marisa de Azevedo Monte, più conosciuta come Marisa Monte (Rio de Janeiro, 1º luglio 1967), è una cantante, compositrice e produttrice discografica brasiliana.
Conosciuta inizialmente come sofisticata interprete di un repertorio appositamente scelto per esaltare le sue doti vocali e sceniche, col tempo si è affermata come una delle cantanti più conosciute della musica brasiliana e del pop brasiliano d'autore arrivando a rappresentare secondo parte della critica per gli anni novanta ciò che erano state per la Música Popular Brasileira Elis Regina negli anni settanta e Gal Costa negli anni ottanta. I suoi dischi hanno avuto successo sia in Brasile che all'estero mescolando la tradizione del samba con quella del pop internazionale. Marisa Monte è stata una degli artisti brasiliani per i quali sono stati fatti i maggiori investimenti nel mercato internazionale. Con Arnaldo Antunes e Carlinhos Brown ha dato vita a un sodalizio artistico divenuto col tempo pressoché stabile, sfociato nel progetto Tribalistas che, con l'omonimo album del 2002, l'ha fatta conoscere ancor di più al di fuori dei confini nazionali. Da sola e con i Tribalistas ha vinto nella sua carriera 3 Latin Grammy Award.

## Biografia

### Gli inizi
Originaria di Rio de Janeiro, Marisa Monte proviene dalla borghesia carioca del quartiere Urca, uno dei più ricchi della città. Il padre Carlos, economista di famiglia italiana, fu direttore culturale della scuola di samba Portela di Rio de Janeiro tra il 1972 e il 1975 e la introdusse al samba e alla tradizione culturale e musicale della sua città.
Molto dotata vocalmente, Marisa iniziò a studiare canto operistico a 14 anni alla Escola Nacional de Música di Rio de Janeiro. In precedenza, influenzata dai musicisti e gruppi rock brasiliani, imparò a suonare la batteria. Per Marisa il canto lirico era l'unico modo per imparare una tecnica formale di canto e non aveva trovato buoni insegnanti di canto popolare. Combattuta tra l'amore per l'opera, per il jazz, per il pop e per la musica brasiliana, partecipò giovanissima ad una rappresentazione studentesca del The Rocky Horror Picture Show e cominciò ad esibirsi nei locali carioca. Già a 16 anni le fu proposto un contratto discografico dalla PolyGram di cui all'epoca era direttore artistico Roberto Menescal, ma Marisa rifiutò perché aveva altri progetti.
Convinta di poter diventare una cantante d'opera e influenzata dall'ammirazione per Maria Callas, nel 1986, a 19 anni, trascorse 10 mesi in Italia tra Venezia e Roma per studiare belcanto. Proprio a Roma, al club Manuia di Trastevere dove si esibiva spesso con il pianista brasiliano (ma italiano di adozione) Jim Porto, fu scoperta dal giornalista e produttore discografico Nelson Motta, che all'epoca era in Italia per conto di Rede Globo, rete televisiva brasiliana allora proprietaria di Telemontecarlo.
Poco prima di tornare in Brasile, Marisa si esibì in un locale di Venezia (il "Dona Flor" a Mestre) durante uno spettacolo di Música Popular Brasileira (MPB) accompagnata dal chitarrista italiano Roberto Bortoluzzi (titolare del locale) e fu ascoltata da Motta: «Aveva un'ottima cultura musicale, conosceva il jazz e l'opera, la bossa nova e la MPB, il choro e il funk, il tropicalismo e il rock. Aveva un'ossessione per la qualità e sembrava molto determinata. Non aveva l'ambizione del successo, le piaceva cantare bene, bella musica».
Sembra che ad ascoltarla, dopo aver tenuto un concerto quella sera stessa al teatro Toniolo di Mestre, ci fosse anche David Byrne, grande appassionato di musica brasiliana.
Al ritorno in Brasile (l'opera non le interessava più molto), si esibì nel settembre del 1987 in uno spettacolo semiprofessionale, Veludo azul, organizzato dalla sorella Lívia al Jazzmania di Rio de Janeiro, un locale sulla spiaggia di Ipanema, ottenendo un notevole successo. Lo spettacolo/concerto fu poi rappresentato anche alla Casa de Cultura Laura Alvim di Rio. Un quotidiano della capitale fluminense, Jornal do Brasil, titolò addirittura «È nata una stella». Il repertorio della bella morena da Urca comprendeva Chico Buarque, Caetano Veloso, Marvin Gaye e perfino Kurt Weill.
La voce, il talento scenico, la cultura musicale di Marisa colpirono molto Motta, grande scopritore di talenti. «Quella ragazza di 19 anni aveva tutte le qualità per diventare un grande cantante. [...] Era una cantante da palcoscenico, come i cantanti lirici, e le registrazioni, se necessarie, sarebbero state conseguenze naturali e secondarie».

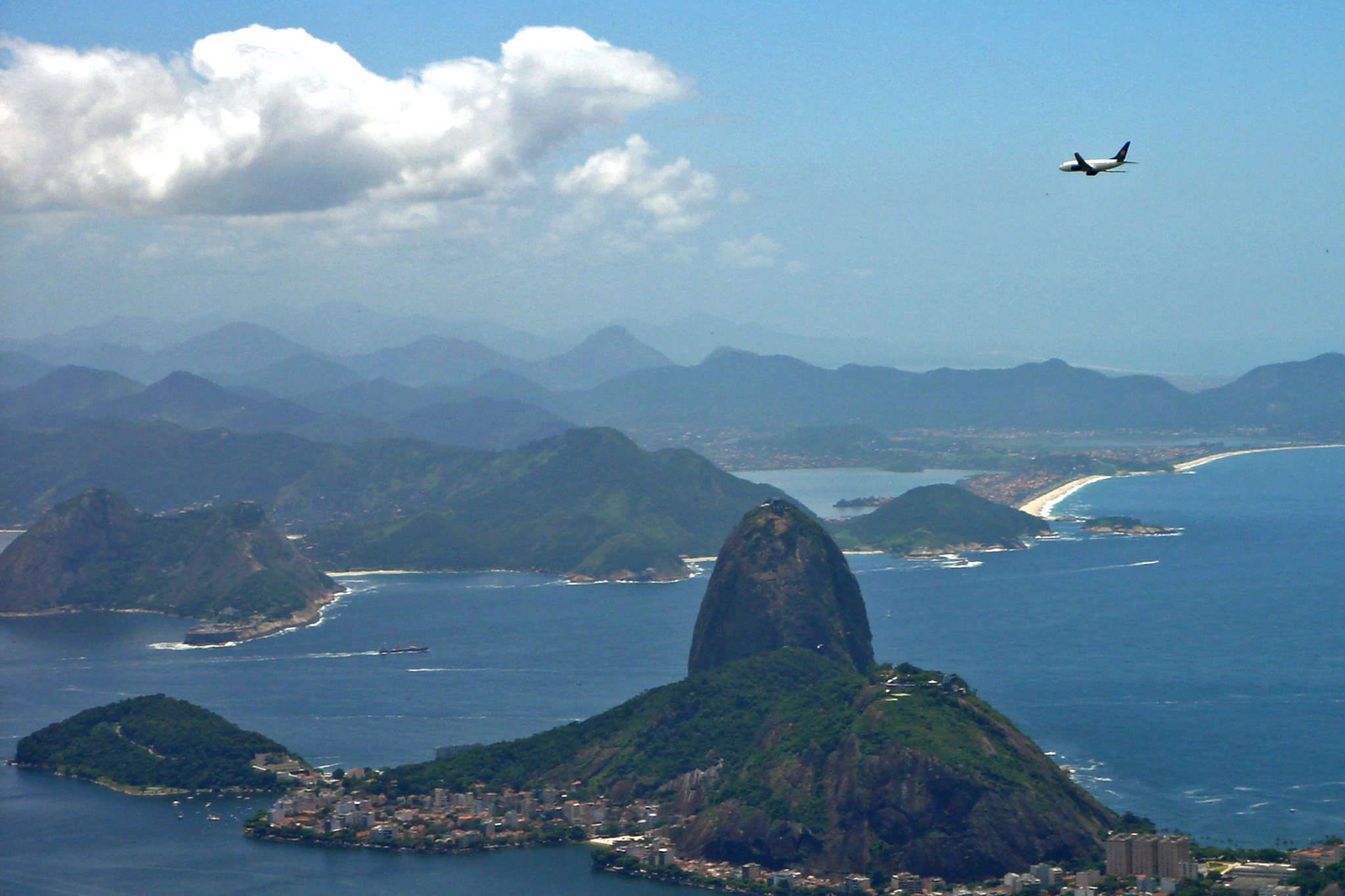
Vista del Pan di Zucchero e di Urca, bairro di Rio de Janeiro da cui proviene Marisa Monte

Con Motta, Marisa iniziò a pianificare la sua carriera. Esordì con spettacoli e concerti dal vivo e non, paradossalmente, con l'incisione di un disco. Dopo una serie di esibizioni nei teatri carioca, iniziò a girare per le città brasiliane, ottenendo un grande successo con un repertorio che spaziava dalla MPB, al rock, alla canzone d'autore fino al jazz. La critica si accorse di lei definendola «eclettica». Produttore dei primi spettacoli di Marisa fu Lula Buarque de Hollanda, fidanzato di sua sorella. Ebbe anche molto successo con lo spettacolo ribattezzato Tudo Veludo a Rio de Janeiro e a San Paolo. Motta aveva acconsentito a guidare la cantante, ma non voleva occuparsi delle attività organizzative, contrattuali e di produzione, voleva solo dirigere lo show da un punto di vista musicale.

### I primi successi
Definita da qualcuno la «Mina brasiliana», per il suo talento, le sue doti vocali e la capacità di interpretare qualunque repertorio, Marisa Monte divenne in breve un piccolo fenomeno in Brasile, cosa eccezionale per un'artista che non aveva ancora inciso un disco e che non poteva contare sul traino mediatico di un videoclip o di un singolo di successo.
Nel 1988, Marisa si esibì al Teatro Villa-Lobos di Copacabana dove in quattro serate registrò uno spettacolo televisivo diretto da Nelson Motta e da Walter Salles (conosciuto in seguito per il film Central do Brasil, vincitore dell'Orso d'oro e di un Golden Globe nel 1999) e prodotto da Lula Buarque de Hollanda. Especial Marisa Monte, trasmesso da Rede Manchete, ebbe uno straordinario successo e vinse un premio come miglior programma musicale dell'anno. Era la prima artista brasiliana a cui veniva dedicato uno show di un'ora alla televisione senza aver fatto prima un disco. La EMI acconsentì a produrre lo spettacolo e a ricavarne un home video.
Il suo primo album, intitolato Marisa Monte, ma poi conosciuto semplicemente come MM, fu pubblicato nel gennaio del 1989 e conteneva la registrazione del suo spettacolo televisivo di Rede Manchete. Un disco live, cosa del tutto atipica per un debutto, ma in linea con il personaggio, con un misto di brani in lingua portoghese, tra i quali uno scritto dal futuro parceiro Arnaldo Antunes, all'epoca cantante e leader del gruppo rock paulista Titãs, e in lingua inglese, tra i quali Bess, You Is My Woman Now di Gershwin, I Heard It Through the Grapevine, portata al successo da Marvin Gaye, Speak Low di Kurt Weill e un vecchio successo di Carmen Miranda, South American Way di Jimmy McHugh, dal musical The Streets Of Paris.
Il successo nazionale arrivò con Bem que se quis, versione di Nelson Motta in portoghese della canzone E po' che fa di Pino Daniele, che entrò a far parte della colonna sonora della telenovela O Salvador da Pátria di Rede Globo. Il disco vendette 500 000 copie in Brasile, consacrando Marisa a nuova stella della musica brasiliana. Interprete eclettica, Marisa spaziava dal samba, al soul, al jazz con un repertorio scelto appositamente per esaltare il suo virtuosismo.

### L'affermazione

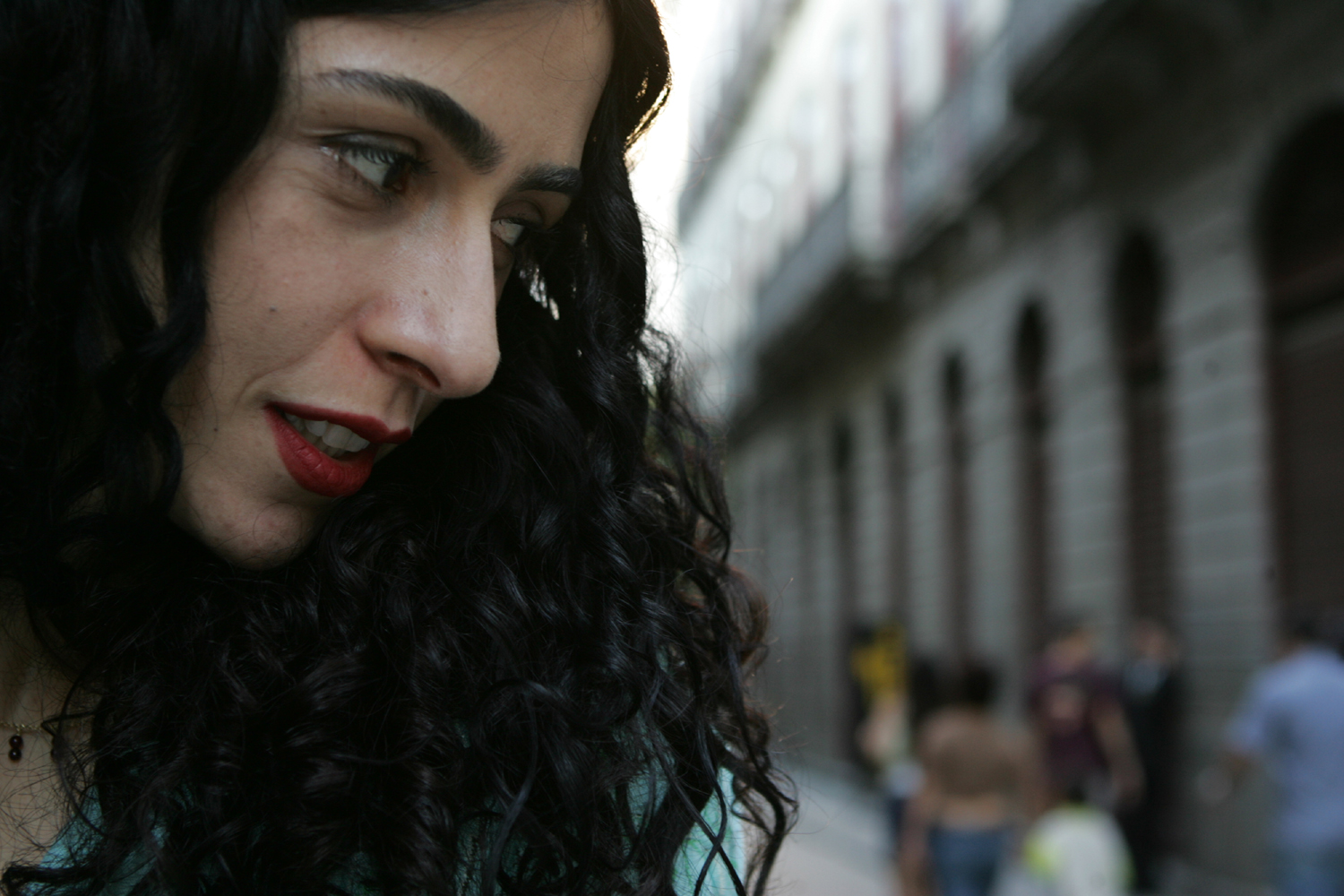
Marisa Monte nel 2006

Per il primo album in studio fu necessario attendere il 1991. In Mais, prodotto da Arto Lindsay e registrato in gran parte a New York, Marisa esordì come compositrice e iniziò la sua collaborazione con Arnaldo Antunes e con Nando Reis (anche lui dei Titãs). Il disco contiene quasi esclusivamente materiale inedito scritto per e da Marisa e qualche cover come De noite na cama di Caetano Veloso. Alla realizzazione di Mais parteciparono alcuni grandi nomi della musica contemporanea come Ryūichi Sakamoto, il sassofonista John Zorn e il chitarrista Marc Ribot. L'album fu trainato dal successo di Beija Eu, una dolce ballata pop composta da Marisa con Antunes e Lindsay.
Dopo il lancio in grande stile del suo sofisticatissimo primo lavoro in studio, Marisa intraprese una lunga tournée negli Stati Uniti e in Europa nel tentativo di lanciare una carriera internazionale per la quale sembrava pronta.
Il terzo lavoro di Marisa Monte venne pubblicato dopo tre anni, nel 1994. Alla realizzazione di Verde, anil, amarelo, cor-de-rosa e carvão parteciparono ospiti di eccezione come Philip Glass, Bernie Worrell, Gilberto Gil, Paulinho da Viola, Laurie Anderson e Naná Vasconcelos. A Arnaldo Antunes e Nando Reis si aggiunse come autore delle canzoni il baiano Carlinhos Brown che firmò la bellissima Maria de verdade e il successo principale dell'album, Segue o seco. Il disco comprende una reinterpretazione dei Velvet Underground, Pale Blue Eyes, composta da Lou Reed. Una composizione di Paulinho da Viola (Dança da solidão) avvicinò la musica di Marisa Monte al samba. Esta melodia fu il suo primo omaggio alla sua scuola di samba in compagnia del gruppo musicale delle "vecchie glorie" della scuola, la Velha Guarda da Portela ("la vecchia guardia di Portela"). Altro successo dell'album, divenuto poi uno dei pezzi culmine delle esibizioni della cantante, fu una scatenata versione di Balança pema di Jorge Ben Jor.
Verde, anil, amarelo, cor-de-rosa e carvão è da molti considerato il miglior album della carriera di Marisa Monte. Un punto di arrivo per la sua carriera di virtuosista di successo e l'inizio del successivo periodo di sofisticata cantautrice e baricentro dei progetti musicali realizzati con un gruppo di parceiros con i quali condividere esperienze artistiche e umane. L'album, registrato anch'esso tra New York e Rio e prodotto come il precedente da Arto Lindsay, fu lanciato nel mercato internazionale con un titolo diverso in inglese, Rose and Charcoal, e fu pubblicato negli Stati Uniti dalla Blue Note. Nel 1994, infatti, Marisa firmò un contratto con la Metro Blue, una divisione della Blue Note Records, per la pubblicazione dei suoi dischi negli Stati Uniti. Il titolo originale del disco, ripreso da una canzone scritta da Carlinhos Brown per i suoi Timbalada, è un gioco sui colori del Brasile: «Il Brasile è verde, indaco, giallo (i colori della bandiera), ma è anche rosa e nero (carbone)».
La lunga tournée internazionale seguita al lancio di Cor-de-rosa fornì il materiale per il disco successivo, un doppio CD, per metà dal vivo e per metà registrato in studio.
Barulhinho bom, uma viagem musical fu il titolo di un video di Marisa Monte pubblicato nel 1996, un documentario che raccoglieva le esperienze musicali e di viaggio del tour e con gli incontri con alcuni dei suoi parceiros, come Carlinhos Brown e Arnaldo Antunes (un'anticipazione dei Tribalistas), e con artisti che l'hanno influenzata, come i Novos Baianos, la Velha Guarda da Portela, Paulinho da Viola e Raphael Rabello. Il video doveva essere accompagnato dal relativo album live, che fu invece raddoppiato con un secondo CD di materiale inedito, ancora con canzoni in gran parte scritte da Carlinhos Brown. Sempre co-prodotto da Marisa e da Arto Lindsay, l'album Barulhinho bom fu pubblicato anche in una versione internazionale intitolata A Great Noise per la Blue Note. Il titolo proviene dai versi di una delle canzoni contenute nell'album, Chuva no Brejo composta da Moraes Moreira, e significa "buon (piccolo, leggero) rumore" e fa riferimento al rumore della pioggia. Il titolo inglese è traducibile invece con "grande rumore".
Barulhinho bom/A Great Noise provocò diverse polemiche per la sua copertina, un disegno dell'illustratore porno-naif Carlos Zéfiro, censurata negli Stati Uniti. L'album, nonostante l'atipica copertina, ebbe, come i precedenti, un notevole successo in Brasile. Per la cantante di Rio si trattò di un ulteriore avvicinamento al samba carioca.
La tournée seguita all'uscita di Barulhinho bom portò Marisa per la prima volta in Giappone (paese che ha sempre coltivato una grande passione per la musica brasiliana), negli Stati Uniti e in Europa.

### Phonomotor e le prime produzioni

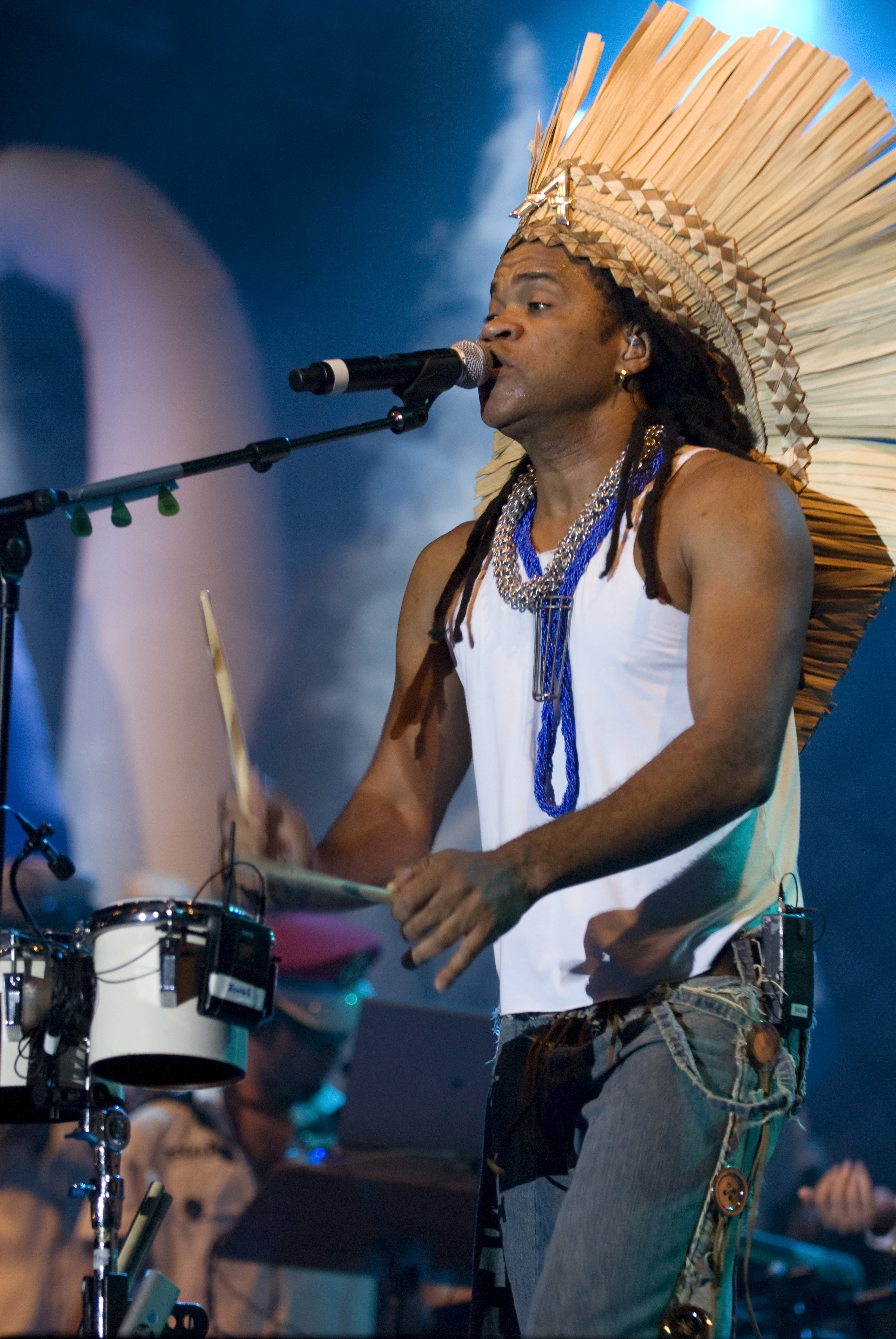
Carlinhos Brown in concerto

Dopo il 1996 Marisa Monte si occupò anche di produzione. Prima con Omelete Man, il secondo disco solista del suo amico Carlinhos Brown, uscito nel 1998, nel quale canta Busy man scritta, immancabilmente, con Arnaldo Antunes. Poi nel 2000 con il suo progetto dedicato al gruppo musicale della sua scuola di samba, la Velha Guarda da Portela. Il disco, intitolato Tudo azul rappresentò per Marisa la scoperta di quella tradizione musicale nella quale era sempre vissuta, ma che aveva solo marginalmente esplorato, nel mezzo della moltitudine di generi e stili che l'avevano accompagnata nella sua carriera. Fu anche il primo disco pubblicato dalla sua nuova casa discografica, la Phonomotor, fondata nel gennaio del 1999.
La cantante si trasformò così anche in imprenditrice, nel tentativo di avere il pieno controllo della sua carriera. Nel 2000 Marisa firmò un nuovo contratto con la EMI ottenendo il totale controllo della sua produzione musicale. Il nuovo accordo prevedeva che i dischi fossero prodotti dalla Phonomotor senza interferenze della EMI e che la società della cantante rilevasse i diritti dei suoi primi quattro dischi.
Nel maggio del 2000 Marisa Monte pubblicò il suo quinto album, Memórias, crônicas e declarações de amor co-prodotto ancora con Arto Lindsay. Nel disco ancora canzoni scritte con i parceiros Carlinhos Brown e Arnaldo Antunes e omaggi a Paulinho da Viola, al maestro del choro Nelson Cavaquinho, a Caetano Veloso e a Jorge Ben Jor e la solita passerella di ospiti, tra i quali João Donato.
Il disco ebbe un enorme successo in patria, trainato da sofisticate canzoni pop come Amor I Love You (scritta con Carlinhos Brown), dalla trascinante Não vá embora (scritta con Arnaldo Antunes), da Não é fácil (scritta con entrambi) e da O que me importa. Fu accompagnato da un'altra grande tournée dal quale fu tratto l'immancabile DVD omonimo, pubblicato nel 2001.
Memórias, crônicas e declarações de amor vinse diversi premi musicali in Brasile e il Latin Grammy Award nella categoria Brazilian Contemporary Pop Album ottenendo anche una nomination per la canzone Amor I Love You.
Nel 2001 partecipò all'album Paradeiro di Arnaldo Antunes, sempre in compagnia di Carlinhos Brown, in quella che fu a tutti gli effetti l'ennesima anticipazione del progetto Tribalistas.

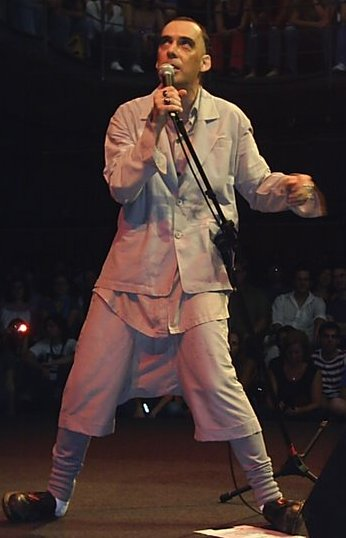
Arnaldo Antunes è uno dei principali collaboratori di Marisa Monte. Per lei ha scritto decine di canzoni. Insieme a Carlinhos Brown hanno realizzato il progetto Tribalistas

Sempre nel 2001 fu pubblicato un singolo con canzoni tratte dal DVD Memórias, crônicas e declarações de amor, contenente A sua e Ontem ao luar.

### Tribalistas
Nel 2002 uscì il disco Tribalistas attribuito a Marisa Monte, Arnaldo Antunes e a Carlinhos Brown e non, come spesso è detto, al gruppo con questo nome che, di fatto, non esisteva nelle intenzioni iniziali. Il trio di amici, comunque, fu conosciuto soprattutto all'estero come Tribalistas (o impropriamente come Os Tribalistas) proprio dal titolo del disco. Il nome era stato scelto perché richiamava il numero 3, i concetti di "trio", di "tribù", e tribo, termine gergale brasiliano che indica un gruppo di amici, il tutto associato all'etichetta tropicalistas che indicava il gruppo di musicisti che diedero vita, alla fine degli anni sessanta al tropicalismo.
Tribalistas nacque da un incontro che doveva essere solo preliminare alla realizzazione di un nuovo album di Antunes. Rappresentò in realtà lo sbocco inevitabile di un'amicizia e collaborazione che durava ormai da dieci anni. Fu un successo mondiale grazie soprattutto al traino del singolo Já sei namorar che divenne famosa anche in Italia con tanto di esibizione dei tre al Festivalbar 2003.
Marisa realizzò e produsse nel 2002, sempre per la sua Phonomotor, un DVD contenente il "dietro le quinte" della realizzazione del disco. Sempre nel 2002, continuando il progetto iniziato con Tudo azul, Marisa Monte produsse il disco di Argemiro Patrocínio, uno dei nomi più importanti della Velha Guarda da Portela (scomparso a 81 anni l'anno successivo) e la sua Phonomotor pubblicò un disco di un altro della Velha Guarda, Jair do Cavaquinho (scomparso nel 2006 a 83 anni). Partecipò anche al disco di João Donato Managarroba cantando Nunca mais.
Nel 2004 la Phonomotor ripubblicò su DVD, rimasterizzati e con audio Dolby Digital 5.1, i primi tre video della cantante originariamente usciti solo su VHS. Tra questi la registrazione del celebre spettacolo televisivo del 1988 dal quale fu tratto il primo album MM.

### I dischi "gemelli"
Dopo il 2002 Marisa rallentò la sua attività (era diventata mamma a dicembre e aveva partecipato all'avventura Tribalistas già in attesa). Iniziò un lungo periodo nel quale continuò ad esplorare la musica brasiliana andando a ritroso nel tempo per riscoprire canzoni dimenticate della tradizione musicale del suo paese, materiale che non aveva mai avuto modo di essere registrato, ma viveva solo nella tradizione orale.
Solo nel 2006 l'esito di questa esplorazione musicale si trasformò in musica registrata. Marisa pubblicò infatti non uno, ma ben due album che uscirono in contemporanea. Infinito particular e Universo ao meu redor furono due progetti complementari: il primo dedicato alla musica pop più sofisticata, il secondo dedicato al samba, continuando un discorso già iniziato anni prima nei lavori con la Velha Guarda da Portela e i suoi componenti e con Paulinho da Viola. Sempre, però, con l'aiuto dei suoi parceiros Arnaldo Antunes e Carlinhos Brown, coautori di gran parte delle canzoni dei due album.

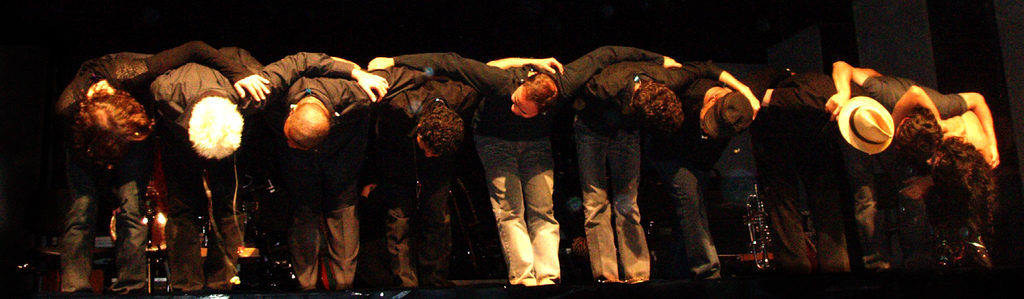
Il gruppo di Marisa Monte ringrazia dopo un concerto del settembre 2007 durante la tournée Universo particular

Dopo i due album "gemelli" che insieme, pur in un periodo di grave crisi per l'industria discografica, avrebbero venduto 600 000 copie, Marisa intraprese un nuovo lungo tour mondiale, il primo dopo 5 anni, intitolato Universo particular, nome che fonde quello dei due album. Per Universo ao meu redor vinse nel 2006 un altro Latin Grammy Award nella categoria Best Samba/Pagode Album.
Il progetto iniziato nel 2000 con Tudo Azul è culminato nel 2008 con la realizzazione di un film/documentario dedicato alla Velha Guarda da Portela. Diretto da Carolina Jabor e Lula Buarque de Hollanda, O mistério do samba racconta la storia e la vita quotidiana dei componenti del gruppo di veterani sambisti della scuola di samba di Portela che detiene il maggior numero di titoli al carnevale di Rio de Janeiro. Nel film, co-prodotto da Marisa Monte con la sua Phonomotor e al quale partecipano anche Paulinho da Viola e Zeca Pagodinho, la cantante carioca partecipa in prima persona nel descrivere come, dalla vita della comunità che ruota intorno alla scuola di samba, si sviluppa la musica che dà vita alle rodas de samba, con le sue melodie, i suoi ritmi e le sue tradizioni. Il documentario è stato inserito nella selezione ufficiale della 61ª edizione del Festival di Cannes.
Nella colonna sonora del film Marisa canta la canzone Volta, mentre le altre sono interpretate e suonate dai membri della Velha Guarda. Tutti pezzi che hanno fatto la storia della scuola di Portela e del carnevale di Rio de Janeiro.
Il 14 novembre del 2008 Marisa Monte, pochi giorni dopo aver dato alla luce la sua seconda figlia, ha pubblicato l'ennesimo DVD live della sua carriera, registrato durante i concerti di Universo particular. Infinito ao meu redor contiene un documentario con i backstage della tournée e la registrazione di alcuni momenti dei concerti e, nel titolo, fa ancora riferimento ai due album "gemelli" del 2006. Il video, che ha venduto più 200 000 copie ed è stato il quarto DVD più venduto in Brasile nel 2008, è stato anticipato dal singolo Não é proibido, balzato subito in testa alle classifiche brasiliane. Infinito ao meu redor ha vinto il Prêmio Multishow de Música Brasileira 2009 come miglior DVD dell'anno e Marisa Monte è stata indicata, per l'ennesima volta, come miglior cantante nel premio musicale brasiliano.
Nel novembre 2011, dopo un'attesa di oltre cinque anni, la cantante ha pubblicato un nuovo album di inediti, intitolato O que você quer saber de verdade a cui ha fatto seguito un nuovo tour. Il 12 agosto del 2012 Marisa Monte ha partecipato alla cerimonia di chiusura dei Giochi della XXX Olimpiade nella sezione dello spettacolo dedicata al passaggio di consegne tra Londra e Rio de Janeiro, sua città natale e sede dei successivi Giochi olimpici.
Nel mese di marzo 2016, rinuncia all'invito a presentarsi con i vecchi partner Carlinhos Brown e Arnaldo Antunes nella cerimonia di chiusura dei giochi della XXXI Olimpiade, che si sono svolti in agosto 2016.
In aprile 2016, è stato lanciato il disco Coleção (Collezione); il primo del genere compilato dalla cantante, che aveva sempre mostrato una certa resistenza a questo formato. Il disco raccoglie brani musicali che erano stati registrati per colonne sonore o progetti poco conosciuti, al di fuori del percorso principale della carriera.
In novembre 2016, la cantante Silva, originaria dello stato di Espírito Santo lancia il disco Silva Canta Marisa, che rappresenta un omaggio alla cantante carioca, che partecipa come autrice e artista ospite nel pezzo "Noturna (Nada de novo na noite)".
Nel 2019 partecipa al documentario di Tosca "Il suono della voce", presentato in anteprima alla Festa del Cinema di Roma.
Nell'ottobre 2021, a Sanremo, riceve il Premio Tenco Internazionale, prima donna brasiliana, esibendosi nell'occasione dopo 22 mesi di forzata assenza dai palcoscenici dovuta alla pandemia di Covid-19. «È un’emozione essere la prima, dedico questo premio a tutte le donne che lavorano nel mondo della musica - ha dichiarato Marisa Monte - «è un momento difficile in Brasile, dobbiamo resistere con la musica e la poesia». Sul palco presenta il brano Vento sardo con il co-autore Jorge Drexler. «Abbiamo scritto questa canzone a bordo di una barca a vela in Sardegna. Il vento rappresenta la natura mutevole dell’aria, della vita e del mondo che è in costante movimento e cambiamento. Tutto scorre, tutto passerà» dice Marisa Monte.

## Discografia

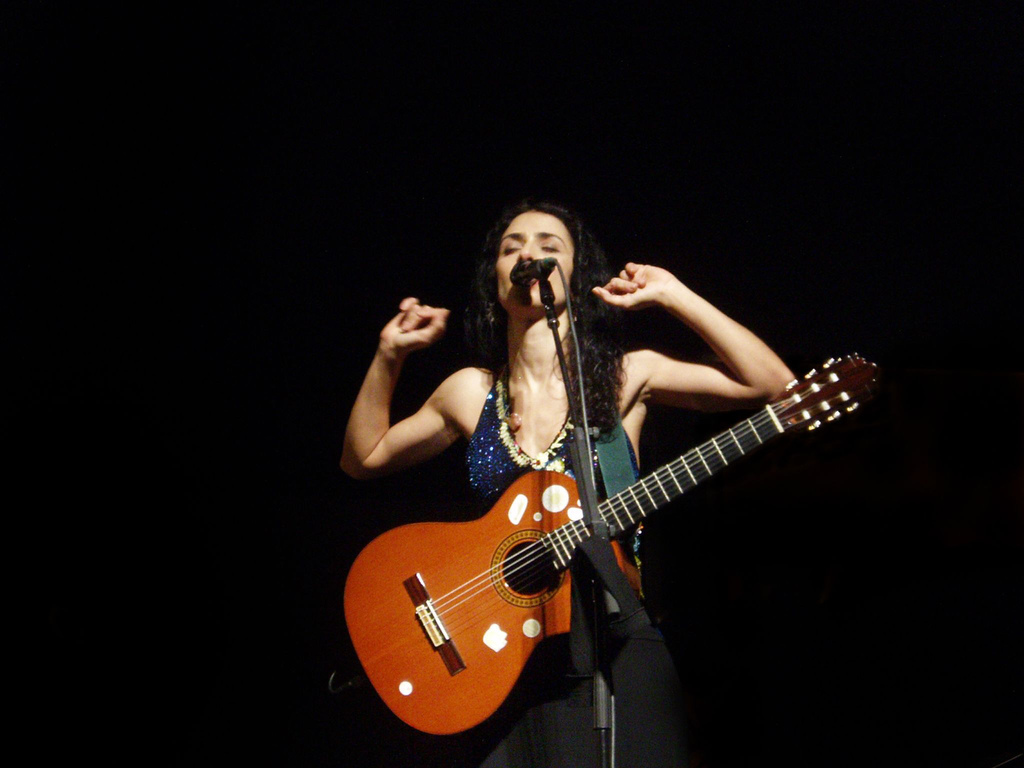
Marisa Monte in concerto

### Album
- 1989 - Marisa Monte (noto anche come MM, dal vivo)
- 1991 - Mais
- 1994 - Verde, anil, amarelo, cor-de-rosa e carvão (pubblicato nel mercato statunitense come Rose and Charcoal)
- 1996 - Barulhinho bom (doppio CD, dal vivo e in studio, pubblicato nel mercato statunitense come A Great Noise)
- 2000 - Memórias, crônicas e declarações de amor
- 2002 - Tribalistas con Arnaldo Antunes e Carlinhos Brown
- 2006 - Infinito particular
- 2006 - Universo ao meu redor
- 2011 - O que você quer saber de verdade
- 2014 - Verdade uma ilusão - (Live 2013 in Rio de Janeiro)
- 2016 - Coleção
- 2021 - Portas

### Video
- 1989 - Marisa Monte ao vivo (noto anche come MM ao vivo, VHS, ripubblicato su DVD nel 2004)
- 1992 - Mais (VHS, ripubblicato su DVD nel 2004)
- 1997 - Barulhinho bom (VHS, ripubblicato su DVD nel 2004)
- 2001 - Memórias, crônicas e declarações de amor (DVD)
- 2002 - Tribalistas (DVD)
- 2008 - Infinito ao meu redor (DVD e CD bonus)

### Collaborazioni

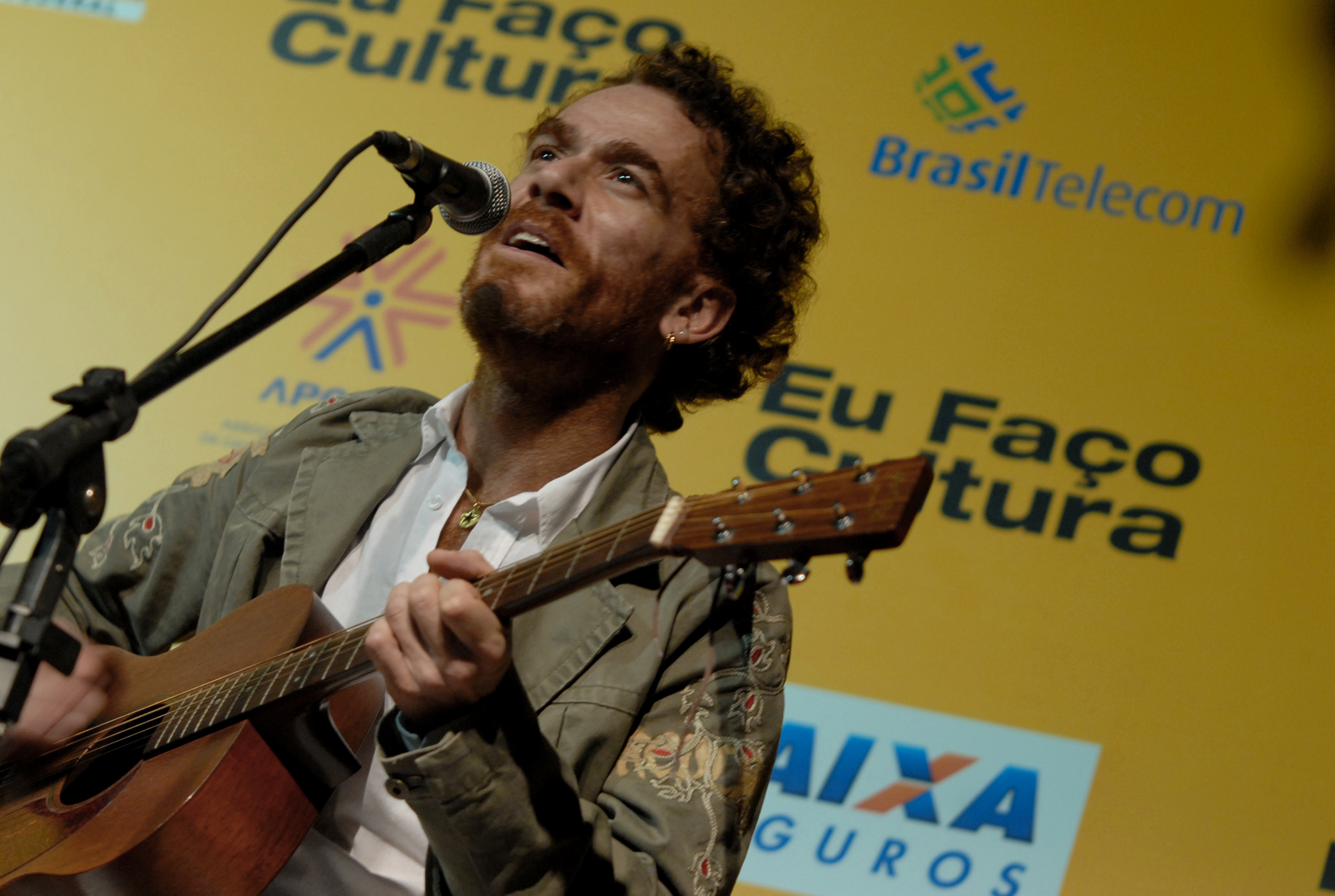
Nando Reis, ex-Titãs, ha collaborato come autore in molti dischi di Marisa Monte

- 1990 - Colonna sonora di Navalha na carne (canta Life Gods - Momilê)
- 1990 - Colonna sonora di Sem Fôlego - Blue in the Face (canta De mais ninguém)
- 1991 - Cassiano - Cedo ou tarde (canta Cedo ou tarde)
- 1993 - Arnaldo Antunes - Nome (canta Alta noite, Carnaval, Cultura e Direitinho)
- 1996 - Carlinhos Brown - Alfagamabetizado (canta Sue zé)
- 1996 - AA.VV. - Red Hot + Rio - (canta Águas de março con David Byrne)
- 1997 - Titãs - Acústico (canta Flores)
- 1997 - Colonna sonora di Lápide (canta Bem leve)
- 1998 - Timbalada - Vamos dar a volta no getho (canta Toneladas de desejo)
- 1998 - Os Paralamas do Sucesso - Hey Na Na (canta O amor não sabe esperar)
- 1998 - AA.VV. - Red Hot + Lisbon (canta Mulemba Xangola)
- 2000 - Velha Guarda da Portela - Tudo azul (canta Volta meu amor)
- 2000 - Colonna sonora di Bicho de Sete Cabeças (canta Carnaval con Arnaldo Antunes)
- 2000 - Cesária Évora - Café Atlântico (canta É doce morrer non mar)
- 2001 - Arnaldo Antunes - Paradeiro (canta Paradeiro)
- 2001 - AA.VV. - Café Brasil (canta Onde andarás)
- 2001 - Erasmo Carlos - Pra Falar de Amor (canta Mais um na multidão)
- 2002 - João Donato - Managarroba (canta Nunca mais)
- 2003 - Colonna sonora di Casseta e Planeta - A Taça do Mundo É Nossa (canta Esqueça (Forget Me))
- 2003 - Paulinho da Viola - Meu tempo é hoje (DVD, canta Carinhoso)
- 2003 - Colonna sonora del documentario El Milagro de Candeal
- 2003 - Colonna sonora del film Era uma vez (canta Minha Rainha, Uma palavra)
- 2004 - Arnaldo Antunes - Saiba (canta Grão de amor)
- 2005 - F.U.R.T.O (Frente Urbana de Trabalhos Organizados) - Sangue Audiência (coautrice di Desterro)
- 2007 - Arnaldo Antunes - Ao vivo no estúdio (CD e DVD, canta Um a um e Velha infância)
- 2008 - Julieta Venegas - Julieta Venegas Mtv Unplugged (canta Ilusión)
- 2008 - Colonna sonora del documentario O mistério do samba (canta Volta)
- 2010 - Ferruccio Spinetti, Dadi, Giovanni Ceccarelli - InventaRio (canta Da aurora até o luar (Dall'alba al tramonto))
- 2011 - AA.VV. - Red Hot + Rio 2 (canta Nú com a minha música con Devendra Banhart e Rodrigo Amarante)
- 2011 - Mina - Piccolino (autrice del brano Ainda Bem con Arnaldo Antunes)

### Produzioni
- 1998 - Carlinhos Brown - Omelete Man
- 2000 - Velha Guarda da Portela - Tudo azul
- 2000 - Cesária Évora - Café Atlântico (la canzone É doce morrer non mar)
- 2002 - Argemiro Patrocínio - Argemiro Patrocínio
- 2008 - O mistério do samba  (documentario dedicato alla Velha Guarda da Portela)

## Premi e riconoscimenti
| Anno | Premio                                                                     | Categoria                                                                               |
| ---- | -------------------------------------------------------------------------- | --------------------------------------------------------------------------------------- |
| 1995 | Video Music Brasil                                                         | Miglior videoclip dell'anno per Segue o seco                                            |
| 1995 | Video Music Brasil                                                         | Miglior videoclip di MPB per Segue o seco                                               |
| 1995 | Video Music Brasil                                                         | Miglior direzione di videoclip per Segue o seco                                         |
| 1995 | Video Music Brasil                                                         | Miglior fotografia di videoclip per Segue o seco                                        |
| 1995 | Video Music Brasil                                                         | Miglior edizione di videoclip per Segue o seco                                          |
| 1998 | Prêmio Multishow de Música Brasileira                                      | Miglior cantante femminile                                                              |
| 2000 | Video Music Brasil                                                         | Miglior videoclip di MPB per Amor, I Love You                                           |
| 2000 | Video Music Brasil                                                         | Miglior sito web di artista                                                             |
| 2001 | Latin Grammy Award                                                         | Miglior album pop brasiliano contemporaneo per Memórias, crônicas e declarações de amor |
| 2001 | Prêmio Multishow de Música Brasileira                                      | Miglior cantante femminile                                                              |
| 2001 | Prêmio Multishow de Música Brasileira                                      | Miglior CD per Memórias, crônicas e declarações de amor                                 |
| 2001 | Video Music Brasil                                                         | Miglior videoclip di MPB per O que me importa                                           |
| 2003 | Latin Grammy Award                                                         | Miglior album pop brasiliano contemporaneo per Tribalistas (con i Tribalistas)          |
| 2003 | Prêmio Multishow de Música Brasileira                                      | Miglior DVD musicale per Tribalistas (con i Tribalistas)                                |
| 2003 | Prêmio Multishow de Música Brasileira                                      | Miglior canzone per Já sei namorar (con i Tribalistas)                                  |
| 2003 | Prêmio Multishow de Música Brasileira                                      | Miglior CD per Tribalistas (con i Tribalistas)                                          |
| 2003 | Festivalbar                                                                | Premio Festivalbar International per Já sei namorar (con i Tribalistas)                 |
| 2003 | Italian Music Awards                                                       | Artista straniero rivelazione (con i Tribalistas)                                       |
| 2006 | Latin Grammy Award                                                         | Miglior album samba/pagode per Universo ao meu redor                                    |
| 2007 | Prêmio TIM de Música Brasileira                                            | Miglior cantante pop per Infinito particular                                            |
| 2007 | Prêmio TIM de Música Brasileira                                            | Miglior cantante samba per Universo ao meu redor                                        |
| 2007 | Prêmio TIM de Música Brasileira                                            | Voto popolare per miglior cantante femminile                                            |
| 2009 | Prêmio da Associação dos Correspondentes da Imprensa Estrangeira no Brasil | Miglior colonna sonora per O mistério do samba                                          |
| 2009 | 4º Cineport - Festival de Cinema de Países de Língua Portuguesa            | Troféu Andorinha per il miglior documentario per O mistério do samba                    |
| 2009 | Grande Prêmio Vivo do Cinema Brasileiro                                    | Miglior documentario lungo-metraggio per O mistério do samba                            |
| 2009 | Prêmio Multishow da Música Brasileira                                      | Miglior DVD musicale per Infinito ao meu redor                                          |
| 2009 | Prêmio Multishow da Música Brasileira                                      | Miglior cantante femminile                                                              |

## Dati di vendita
Secondo le certificazioni dell'Associação Brasileira dos Produtores de Discos (Associazione Brasiliana dei Produttori di Dischi), Marisa Monte ha venduto più di 4,4 milioni di dischi e più di 425 000 DVD nel solo Brasile. Dopo 19 anni di carriera Marisa Monte avrebbe venduto più di 9 milioni di copie nel mondo e, secondo fonti giornalistiche, 5 milioni di copie in Brasile.
| Album e DVD                                    | Certificazione          | Anno | Copie     |
| ---------------------------------------------- | ----------------------- | ---- | --------- |
| Marisa Monte                                   | Doppio disco di platino | 1995 | 500.000   |
| Mais                                           | Doppio disco di platino | 1996 | 500.000   |
| Verde, anil, amarelo, cor-de-rosa e carvão     | Triplo disco di platino | 1997 | 750.000   |
| Barulhinho bom                                 | Disco di platino        | 1996 | 250.000   |
| Memórias, crônicas e declarações de amor       | Disco di diamante       | 2002 | 1.000.000 |
| Tribalistas                                    | Disco di diamante       | 2002 | 1.000.000 |
| Infinito particular                            | Doppio disco di platino | 2006 | 200.000   |
| Universo ao meu redor                          | Doppio disco di platino | 2006 | 200.000   |
| Marisa Monte ao vivo (DVD)                     | Disco d'oro             | 2005 | 25.000    |
| Mais (DVD)                                     | Disco d'oro             | 2005 | 25.000    |
| Barulhinho bom (DVD)                           | Disco d'oro             | 2005 | 25.000    |
| Memórias, crônicas e declarações de amor (DVD) | Disco di diamante       | 2003 | 100.000   |
| Tribalistas (DVD)                              | Disco di platino        | 2003 | 50.000    |
| Infinito ao meu redor (DVD e CD bonus)         | Doppio disco di platino | 2009 | 100.000   |